# Parsheh
Parsheh (persiska: پرشه) är en ort i Iran.   Den ligger i provinsen Kurdistan, i den nordvästra delen av landet, 500 km väster om huvudstaden Teheran. Parsheh ligger 1 358 meter över havet och antalet invånare är 188.
Terrängen runt Parsheh är kuperad.Runt Parsheh är det ganska tätbefolkat, med 93 invånare per kvadratkilometer. Närmaste större samhälle är Sīāḩūmeh, 6,0 km söder om Parsheh. Trakten runt Parsheh består till största delen av jordbruksmark.